# Saint-Eusèbe, Saône-et-Loire
Saint-Eusèbe är en kommun i departementet Saône-et-Loire i regionen Bourgogne-Franche-Comté i östra Frankrike. Kommunen ligger i kantonen Montchanin som tillhör arrondissementet Chalon-sur-Saône. År 2022 hade Saint-Eusèbe 1 175 invånare.

## Befolkningsutveckling
Antalet invånare i kommunen Saint-Eusèbe
| Referens: INSEE |